# Swarovski
Swarovski er en producent af glas med hovedkvarter i Wattens i Østrig. Swarovski har været en familieejet siden grundlæggelsen i 1895 af Daniel Swarovski.
Selskabet er opdelt i tre overordnede områder:
Swarovski Crystal Business, der primært producerer smykker og accessories i krystalglas.
Swarovski Optik, der producerer optiske instrumenter som teleskoper, kikkertsigter til rifler og kikkerter
Tyrolit, der fremstiller slibe-, save og boreværktøj.
I dag har Swarovski Crystal Business omkring 3.000 butikker på verdensplan fordelt i 170 lande og med mere end 29.000 ansatte og en omsætning på omkring €2,7 mia (i 2018).
Siden 2012 har alle Swarovskis krystaller været blyfri. Swarovski drives i dag af femte generation af familien.

## EKsterne henvisninger
- Wikimedia Commons har flere filer relateret til Swarovski
- Officiel hjemmeside
- Swarovski Group – corporate website